# Richmond Hursthouse
Richmond Hursthouse (5 de maio de 1845 - 11 de novembro de 1902) foi um membro do Parlamento do século XIX em Nelson, Nova Zelândia, e ministro do Gabinete.

## Biografia
Hursthouse nasceu em New Plymouth em 1845, logo após a emigração de sua família da Inglaterra. Seus pais foram John Hursthouse (1811-1860) e Helen (1803-1895). Seus pais e outros membros da família (o irmão de seu pai, Charles Hursthouse, e um primo, Thomas Newsham, e suas famílias) vieram para a Nova Zelândia no Thomas Sparks; eles chegaram a Wellington no início de 1843. John Hursthouse e família seguiram para New Plymouth, mas como o início da Primeira Guerra Taranaki a família se muda para Nelson. A educação de Richmond Hursthouse foi restrita a um ano na Escola Bispo de Nelson.
Em 1873, casou-se com Mary Fearon, filha de Edward Fearon. Ela morreu em setembro de 1901.

## Carreira política
Hursthouse representou o eleitorado motueka de 1876 a 1887.
Hursthouse morreu em New Plymouth em 11 de novembro de 1902, depois de adoecer com pneumonia enquanto fazia campanha para o eleitorado de Egmont. Ele foi enterrado no Cemitério Te Henui.